# Oberleitungsbus Sanremo
| \| \| \| Taggia, Capolinea \| \| \| \| \| Streckenunterbrechung \| \| \| \| \| Taggia, Stazione FS \| \| \| \| \| Arma di Taggia, Bivio Rossat \| \| \| \| \| Bussana \| \| \| \| \| Sanremo, La Brezza \| \| \| \| \| \| \| \| \| \| Sanremo, Zampillo \| \| \| \| \| Sanremo, Piazza Colombo \| \| \| \| \| Sanremo, Autostazione \| \| \| \| \| \| \| \| \| \| Sanremo, Villa Helios \| \| \| \| \| Capo Nero \| \| \| \| \| Ospedaletti \| \| \| \| \| Bordighera \| \| \| \| \| Vallecrosia \| \| \| \| \| Nervia Bivio \| \| \| \| \| Ventimiglia, Piazza Costituente \| \| |  |                                 |                                 |
| U-Bahn-Kopfbahnhof Streckenanfang (Strecke außer Betrieb) |  | Taggia, Capolinea               | Taggia, Capolinea               |
| |  | Streckenunterbrechung           |                                 |
| U-Bahn-Haltepunkt / Haltestelle (Strecke außer Betrieb) |  | Taggia, Stazione FS             | Taggia, Stazione FS             |
| U-Bahn-Haltepunkt / Haltestelle (Strecke außer Betrieb) |  | Arma di Taggia, Bivio Rossat    | Arma di Taggia, Bivio Rossat    |
| U-Bahn-Haltepunkt / Haltestelle (Strecke außer Betrieb) |  | Bussana                         | Bussana                         |
| U-Bahn-Bahnhof (Strecke außer Betrieb) |  | Sanremo, La Brezza              | Sanremo, La Brezza              |
| U-Bahn-Abzweig geradeaus und nach links (Strecke außer Betrieb) · U-Bahn-Strecke quer (außer Betrieb) · U-Bahn-Strecke von rechts (außer Betrieb) |  |                                 |                                 |
| U-Bahn-Strecke (außer Betrieb) · U-Bahn-Haltepunkt / Haltestelle (Strecke außer Betrieb) |  | Sanremo, Zampillo               | Sanremo, Zampillo               |
| U-Bahn-Haltepunkt / Haltestelle (Strecke außer Betrieb) · U-Bahn-Strecke von links (außer Betrieb) · U-Bahn-Abzweig geradeaus und von rechts (Strecke außer Betrieb) |  | Sanremo, Piazza Colombo         | Sanremo, Piazza Colombo         |
| U-Bahn-Strecke (außer Betrieb) · U-Bahn-Bahnhof (Strecke außer Betrieb) · U-Bahn-Haltepunkt / Haltestelle (Strecke außer Betrieb) |  | Sanremo, Autostazione           | Sanremo, Autostazione           |
| U-Bahn-Strecke nach links (außer Betrieb) · U-Bahn-Abzweig quer und nach links (Strecke außer Betrieb) · U-Bahn-Abzweig geradeaus und von rechts (Strecke außer Betrieb) |  |                                 |                                 |
| U-Bahn-Bahnhof (Strecke außer Betrieb) |  | Sanremo, Villa Helios           | Sanremo, Villa Helios           |
| U-Bahn-Haltepunkt / Haltestelle (Strecke außer Betrieb) |  | Capo Nero                       | Capo Nero                       |
| U-Bahn-Haltepunkt / Haltestelle (Strecke außer Betrieb) |  | Ospedaletti                     | Ospedaletti                     |
| U-Bahn-Haltepunkt / Haltestelle (Strecke außer Betrieb) |  | Bordighera                      | Bordighera                      |
| U-Bahn-Haltepunkt / Haltestelle (Strecke außer Betrieb) |  | Vallecrosia                     | Vallecrosia                     |
| U-Bahn-Haltepunkt / Haltestelle (Strecke außer Betrieb) |  | Nervia Bivio                    | Nervia Bivio                    |
| U-Bahn-Kopfbahnhof Streckenende (Strecke außer Betrieb) |  | Ventimiglia, Piazza Costituente | Ventimiglia, Piazza Costituente |

Der Oberleitungsbus Sanremo – italienisch rete filoviaria di Sanremo oder auch filovia della Riviera dei Fiori genannt – war ein O-Bus-Betrieb in Norditalien. In und um Sanremo betrieb das Verkehrsunternehmen Riviera Trasporti (RT) drei Linien elektrisch, die Stadt gehörte zu den kleinsten italienischen Städten mit einem O-Bus-System. Als Besonderheit galten dabei die beiden Überlandlinien auf der Via Aurelia entlang der Ligurischen Küste, die dritte Linie verdichtete diese im Stadtbereich:
| Linie  | Strecke                                                 | Takt         | Kurse | Länge |
| ------ | ------------------------------------------------------- | ------------ | ----- | ----- |
| 02 / V | Sanremo, Autostazione – Ventimiglia, Piazza Costituente | alle 15 Min. | 9     | 16 km |
| 13 / T | Sanremo, Autostazione – Taggia, Stazione FS             | alle 20 Min. | 4     | 11 km |
| 14 / U | Sanremo, La Brezza – Sanremo, Villa Helios              | alle 30 Min. | 2     | 06 km |

Anmerkung: die Linienbezeichnung "U" steht für Linea Urbana, das heißt Stadtlinie
Der O-Bus in Sanremo verkehrte ab dem 21. April 1942, damals löste er die örtliche Überlandstraßenbahn ab. Damaliger Name der Betreibergesellschaft war Società Trasporti Elettrici Liguri (STEL). Nach zwei Streckenerweiterungen in den Jahren 1948 (Strecke nach Taggia) und 1951 (Abschnitt von Ospedaletti nach Ventimiglia) betrug die Netzlänge 29 Kilometer. Allerdings wird die Linie nach Taggia infolge von Straßenbauarbeiten seit dem 20. Dezember 2001 ausschließlich mit Dieselbussen bedient. Kurz vor der Endhaltestelle musste zudem ein Teil der Fahrleitung abgebaut werden. Ferner wurde die Linie 2 ab 2019 im Mischbetrieb mit Dieselbussen bedient, nur maximal fünf der neun Kurse wurden mit Oberleitungsbussen bestückt. Ursächlich hierfür war ein infolge einer Überschwemmung zerstörtes Unterwerk in Ventimiglia. Der Betrieb auf der verbliebenen Linie T, die zuletzt mit nur zwei elektrischen Kursen betrieben wurde, endete im August 2021.
Es gab Pläne, den Betrieb zu modernisieren, wobei vorgesehen war, die verwendete Spannung von 600 V auf 750 V anzuheben, die Unterwerke zu erneuern, ein neues Depot zu errichten, Busspuren und Vorrangschaltungen zur Beschleunigung einzurichten sowie den Fahrzeugpark durch die Beschaffung von insgesamt 23 Fahrzeugen, davon 13 Solowagen und 10 Gelenkwagen mit Batteriehilfsbetrieb und Möglichzeit zum In-Motion-Charging zu beschaffen, die zusätzlich auch der Ausweitung des elektrischen Betriebs auf weitere Linien dienen sollten. Dafür waren Kosten von 50 Millionen Euro vorgesehen, wofür beim Ministerium für Infrastruktur und Verkehr ein entsprechender Antrag zur Finanzierung der Vorhaben eingereicht wurde. Da es aufgrund finanzieller Probleme des Betreibers nicht zur Durchführung der genannten Maßnahmen kam, wurde die formelle Stilllegung des Betriebs beschlossen und aus Sicherheitsgründen die Fahrleitung demontiert.

## Wagenpark
An Fahrzeugen standen in den letzten Betriebsjahren 14 ausschließlich zweiachsige Solowagen dreier verschiedener Typen zur Verfügung, außerdem ein Museumswagen aus den 1950er Jahren:
| Bild | Anzahl | Typ         | Baujahr | Hersteller          | niederflurig | Betriebsnummer(n)                     |
| ---- | ------ | ----------- | ------- | ------------------- | ------------ | ------------------------------------- |
|      | 01     | 2411        | 1958    | Fiat                | nein         | 29                                    |
|      | 01     | 201LF       | 1988    | Menarini            | nein         | 1600                                  |
|      | 10     | 4001.12     | 1991    | Bredabus            | nein         | 1700–1703, 1706, 1708+1709, 1711–1713 |
|      | 02     | Trollino 12 | 2007    | Solaris Bus & Coach | ja           | 1800+1801                             |

Bei Betriebseinstellung waren nur noch fünf Fahrzeuge des Typs 4001.12 einsatzfähig, die restlichen Fahrzeuge waren aufgrund von Schäden abgestellt.